# 元鸾
元鸾（468年—505年5月13日），字宣明，河南郡洛阳县（今河南省洛阳市东）人，追尊魏景穆帝拓跋晃之孙，城阳康王拓跋长寿第二子，北魏宗室、官员。

## 生平
元鸾原本过继给叔叔章武敬王拓跋太洛，等到大哥拓跋多侯去世后，元鸾回到本宗承袭父亲的城阳王爵位。元鸾身高八尺，腰粗达到十围，以武艺而出名，接连担任镇北都大将。魏孝文帝元宏时期，元鸾担任外都大官，又外任持节、都督河西诸军事、征西大将军、兼领护西戎校尉、涼州镇都大将。镇改为州后，元鸾担任凉州刺史，姑臧镇大将，其余官职如故。
元鸾后来到京城朝见，遇到魏孝文帝南征，魏孝文帝命令元鸾兼任镇军将军。北魏迁都洛阳后，魏孝文帝前往邺城，命令元鸾留守洛阳。北魏开始设立五等爵位后，元鸾被赐予食邑一千户，授任使持节、征南大将军、都督豫荊郢三州、河内山阳东郡诸军事、与安南将军卢渊、李佐及荆州刺史韦珍等军进攻赭阳。北魏各军没有统一调度，围困城池百余日，士兵们都在城下披甲待敌，希望以不开战来使对方疲劳后投降。李佐独自统帅自己的部下在清晨和黑夜攻城，士兵战死的很多，恰好遇到齐明帝萧鸾派遣太子右卫率垣历生带领军队来救援，北魏将军们都认为己方人少势弱不能抵挡，计划撤兵。李佐于是挑选两千骑兵迎战，吃了败仗。元鸾、卢渊、韦珍和李佐前往瑕丘魏孝文帝行宫请罪，魏孝文帝接见了他们，责备说：“诸位率领部队，情义上应该以勇烈的行为表现节操，而进不能攻破敌方城池，退不能消灭此等小敌，损害了王者的威严，应该被定罪为死刑。我因为迁都洛阳，改革之始，事情应该采取宽恕的原则，如今舍弃诸位的死罪。从前军队行进必须装载宗庙和社稷的神主，这是为了显示声威和恩泽各有所归属，如今将诸位败军的罪名证验于社稷之神前，以此指明你们的过失。”太和十九年五月己巳（495年6月9日），元鸾被降封为定襄县王，削减食邑五百户。元鸾后来以留守的功劳，于太和二十年正月壬辰（496年2月27日）恢复原有的爵位城阳王，增加食邑二百户，被授任冠军将军、河内郡太守，转任并州刺史。魏宣武帝元恪初年，担任平东将军、青州刺史，后转任安北将军、定州刺史。
元鸾崇敬佛法，修持五条禁忌，不饮酒吃肉，常年斋戒。又修建佛寺，劝导带领百姓，共同承担土木营造的辛劳，公私的耗费纷扰，成为民众的大患。魏宣武帝听说后下诏说：“元鸾是宗室中有德行的亲属，在大州做刺史，民众繁盛，以安抚宁静为嘱托，应该克制自己磨砺戒心，崇尚清廉树立恩惠，却骤然加以征调，专门做扰民的事，民户嘈杂，家家怀有嗟叹怨恨。北方各州土地广阔，是奸猾动乱产生的地方，依据法律推究罪过，应该加以整肃罢黜。因为元鸾是宗室，感情上不忍心，可以派遣使者，以道义督查责备他，削夺一年的俸禄，稍微表示惩罚。”
正始二年三月廿五日（505年5月13日），元鸾在定州刺史任内去世，虚岁三十八，朝廷赠与帛六百匹，诏令中书舍人王云宣读旨意前往吊祭，赠予元鸾镇北将军、冀州刺史，谥号怀王，正始二年十一月十七日（505年12月28日）葬于北邙山。
　　

## 家庭

### 父母
- 拓跋长寿，北魏城阳康王
- 麴氏，北凉扬列将军、浇河郡太守麴宁孙长女[17]

### 夫人
- 范阳卢氏[18]
- 河南乙氏，广川公乙某孙女，东宫中庶子乙延之女[19]

### 子女
- 元氏，长女，嫁北魏镇东将军、员外散骑常侍、襄阳侯房纂[20]
- 元显俊（479年-513年2月4日）[21]
- 元显魏，（486年- 525年3月16日），北魏给事中、司徒掾，河南乙氏所生[19]
- 元显恭，北魏使持节、都督晋州建南汾三州诸军事、镇西将军、晋州刺史，兼尚书左仆射、西北道行台、平阳县子，范阳卢氏所生
- 元徽，（491年-531年1月8日）北魏太保、大司马、宗师、录尚书事、城阳文献王，河南乙氏所生
- 元旭，东魏大司马、襄城郡王，河南乙氏所生
- 元虔，北魏通直散骑常侍、安东将军、银青光禄大夫、广都县开国伯，河南乙氏所生
- 元氏，嫁给荥阳郑氏[22]